# Exocentrus testaceus
Exocentrus testaceus är en skalbaggsart som beskrevs av Fisher 1931. Exocentrus testaceus ingår i släktet Exocentrus och familjen långhorningar.
Artens utbredningsområde är Laos. Inga underarter finns listade i Catalogue of Life.